# 폭풍의 월요일
《폭풍의 월요일》(영어: Stormy Monday)은 영국과 미국에서 제작된 마이크 피기스 감독의 1988년 네오누아르 스릴러 영화이다. 멜러니 그리피스, 숀 빈, 토미 리 존스, 스팅 등이 출연하였고, 나이절 스태퍼드클라크 등이 제작에 참여하였다.

## 줄거리
"미국 주간" 주빈으로 초대 받아 뉴캐슬어폰타인을 방문한 부패한 텍사스 사업가 프랜시스는 피니의 지역 재즈 클럽을 노리고 있다. 이 클럽에 잡역부로 취직한 아일랜드인 브렌던은 식당 종업원인 미국인 케이트와 사랑에 빠지지만 케이트는 사실 프랜시스 밑에서 일하고 있는데...

## 출연
- 멜러니 그리피스 - 케이트 역
- 토미 리 존스 - 프랜시스 코즈모 역
- 스팅 - 피니 씨 역
- 숀 빈 - 브랜던 역
- 제임스 코즈모 - 토니 역
- 앨리슨 스테드먼 - 시장 역

## 기타 제작진
- 배역: 패멀라 랙, 메리 설웨이
- 미술: 앤드루 매캘파인
- 의상: 샌디 파월